# Deloitte-huset
Deloitte-huset er en karakteristisk kontorejendom i 6 etager, beliggende på hjørnet af H.C. Andersens Boulevard og Hammerichsgade i Indre By, København.
Bygningen blev tegnet af arkitekt Albert Oppenheim i 1919 for Revisions- og Forvaltnings-Institutet (senere fusioneret ind i Deloitte), der indviede bygningen i 1920. Bygningen blev opført, hvor Aborreparken tidligere lå.
Siden opførelsen har en række lejere haft til huse i bygningen, bl.a. Københavns Kommunes skatteforvaltning, der flyttede ud i 1936. Forenede Danske Motorejere fik også en overgang til huse i bygningen. Den primære lejer, Deloitte, flyttede i 2006 til et nyt domicil på Islands Brygge. Siden har bygningen huset Kulturarvsstyrelsen, Kunststyrelsen, Styrelsen for Bibliotek og Medier, Statens Kunstfond og Kunstrådet. Tidligere overvejede Københavns Kommune at anvende bygningen til bibliotek, men planerne blev droppet, da bygningen ikke vurderedes at kunne bære det.